# Dabro
Dabro (in russo Дабро?) è un duo musicale russo di origine ucraina formatosi a Kazan' nel 2013. È costituito dai fratelli Ivan e Mychajlo Zasydkevyč.

## Storia del gruppo
I Dabro hanno iniziato a pubblicare musica nel 2013, mettendo in commercio diversi singoli e dischi nel corso degli anni e acquisendo popolarità dopo aver scritto brani per artisti come Svitlana Loboda e Polina Gagarina.
Sono saliti alla ribalta grazie al singolo Junost' del 2020, tratto dal secondo album in studio omonimo, che è diventato un successo nella Comunità degli Stati Indipendenti, raggiungendo la vetta in Russia e la top ten ucraina, e risultando anche la hit radiofonica di maggior successo degli anni venti nel territorio della Federazione Russa. Il successo ottenuto dal disco ha fruttato al duo il Kid's Choice Award alla svolta preferita dell'anno degli spettatori russi, un TopHit Music Award e un premio della Muz-TV.
Nel 2021 è uscito Na časach nol'-nol', che si è posto alla 2ª posizione della hit parade russa e nella top 50 di quella ucraina, e hanno conseguito una nomination per il premio Viktorija al gruppo pop dell'anno per Na kryše. Sono stati candidati per lo stesso riconoscimento per due ulteriori anni consecutivi, con rispettivamente Davaj zapoëm (2022) e Nado povtorit' (2023).
Dal'še - bolše, il loro terzo LP di inediti, è stato presentato nel marzo 2025 ed è stato sufficiente da rendere il duo uno dei sette candidati per il premio RU.TV al miglior gruppo.

## Formazione
- Ivan Zasydkevyč (28 agosto 1990; Kurachove) – voce
- Mychajlo Zasydkevyč (1º maggio 1992; Kurachove) – voce

## Discografia

### Album in studio
- 2014 – Naše vremja
- 2020 – Junost'
- 2025 – Dal'še - bolše

### Album dal vivo
- 2021 – Koncert v Moskve: Live 2021
- 2023 – Koncert v Moskve: Live 2022

### EP
- 2013 – Vernost'
- 2016 – Rabota podoždet

### Raccolte
- 2020 – Lučšie pesni (The Best)

### Singoli
- 2014 – Ty moj son
- 2014 – Dobroe utro
- 2014 – Ja odin iz tech
- 2015 – Ty moj mur
- 2015 – S Novym godom
- 2015 – Padiki, rajony (feat. Maksim Masta)
- 2015 – Navsegda
- 2015 – Žara idët iznutri (feat. MF_Agent)
- 2016 – Fioletovo
- 2016 – Moskva
- 2016 – Kažetsja
- 2016 – Tvoja krasa
- 2016 – Zanjata tancem
- 2017 – Neformat
- 2017 – Delaj gromče
- 2017 – Skaži mne
- 2017 – Davaj sbežim
- 2018 – Ty menja ždeš'
- 2018 – Mne glaza eë nravjatsja
- 2018 – Meždu nami tok
- 2018 – Davaj povtorim
- 2018 – Dumat' o tebe
- 2018 – Tol'ko ty
- 2019 – Vydychaj vozduch
- 2019 – Ja po časticam
- 2019 – Čto že ty molčiš'
- 2019 – Ja tebja lju
- 2019 – Poceluj
- 2020 – Moj put'
- 2020 – Mne ne sniš'sja ty
- 2020 – Junost'
- 2020 – Vse za odnogo
- 2020 – Na kryše
- 2021 – Belaja Luna
- 2021 – Tebe lučše menja znat'
- 2021 – Ona ne takaja
- 2021 – Na časach nol'-nol'
- 2021 – Uslyšit ves' rajon
- 2022 – Poljubil tebja
- 2022 – Davaj zapoëm
- 2022 – Mne ne strašno
- 2023 – Nado povtorit'
- 2023 – Ty znaeš', mam
- 2023 – Dva kryla
- 2023 – S Novym godom (Vremja čudes)
- 2024 – Dal'še - bol'še
- 2024 – Bilet
- 2024 – Davaj navsegda
- 2025 – Solnce i Luna
- 2025 – Večerami